# 최소라
최소라(1992년 9월 5일 ~ )는 대한민국의 모델이다. 2012년 《도전! 수퍼모델 코리아3》에 출연, 우승을 하였다. 2014년 루이비통 크루즈 쇼에서 해외 데뷔를 한 이후로 해외에서 활발한 활동을 펼치고 있다. 현재 모델스 닷컴(Models.com)의 인더스트리 아이콘(Industry Icon) 랭킹에 선정되어있다.

## 모델 활동
2014년 5월 모나코에서 열린 루이비통의 크루즈 쇼가 첫 해외 데뷔쇼이다. 그해 가을 2015 S/S 시즌 패션위크에서 알렉산더 왕, 펜디, 베르사체 등의 쇼에 올랐으며, 캘빈 클라인 메인라인 쇼 최초의 동양인 모델이 되었다. 이후 2016년부터 2018년까지 파리에서 독점 모델로 루이비통 컬렉션 쇼에 섰다. 이 외에도 현재까지 프라다, 구찌, 미우 미우, 샤넬, 이브 생 로랑, 에르메스, 알렉산더 맥퀸, 지방시, 랑방, 셀린느, 모스키노, 발렌티노, 디올, 프로엔자 슐러, 로에베, 마이클 코어스, 파코 라반 등의 브랜드들의 쇼에도 올랐다. 2019년에 총 89개의 쇼에 서며 그 해 세계에서 가장 많은 쇼에 오른 모델이 되었다.
광고로는 알렉산더 맥퀸, 생로랑, 루이비통, 돌체 앤 가바나, 마크 제이콥스, 코치, 프라다, 보테가 베네타, 톰 포드, 버버리, 나스, 디올, 살바토레 페라가모, 휴고 보스 등 60건 이상의 글로벌 광고에 출연한 경력이 있다.
2017년부터 2020년까지 모델스 닷컴의 세계 여성 모델 top 50에 이름을 올렸다. 또한 2020년부터 독자들이 선정한 '올해의 모델'을 수상했다.

## 방송 및 기타 활동

### 텔레비전
- 《도전! 수퍼모델 코리아3》(온스타일, 2012년 7월 ~ 2012년 10월)
- 《최소라의 뉴욕 패션 라이프 보관됨 2016-08-07 - 웨이백 머신》(온스타일, 2014년 12월 ~ 2015년 1월)
- 《유 퀴즈 온 더 블럭》(tvN, 2020년 12월 2일) 83회
- 《난리났네 난리났어》(tvN, 2021년 1월 28일) 1회

### 뮤직비디오
- 2013년 싸이 - 젠틀맨

## 화보

### 2013년
- 두타 2013 F/W

### 2014년
- 보그걸 9월
- 하퍼스 바자 4월, 9월
- 쎄씨 6월
- 더블유 4월, 9월, 10월
- 엘르 4월, 9월
- 싱글즈 9월
- 마블 9월
- 스타일에이치 9월
- 보그 3월, 5월, 6월, 9월
- 엘르 브라이드 9월
- 아레나 4월
- 코스모 폴리탄 4월, 6월
- 마리 끌레르 9월

### 2015년
- 커밍스텝 X 휠라
- 바자 6월
- 싱글즈 6월
- 보그 11월
- 마리 끌레르 2월
- 코스모 폴리탄 2월
- 더블유 6월

### 2016년
- Document Journal 2016 S/S
- Bergdorf Goodman Spring Collections 2016
- 보그 3월
- 루이비통 Pre Fall
- 세컨플로어(2nd floor) 2016 S/S

## 런웨이
- 서울컬렉션 12 S/S 유나이티드 뱀부, 곽현주, 이도이, 트로아, 윤세나, 그레인지야드, S=YZ, 크레스에딤
- 서울컬렉션 12 F/W 르이, 루비나 모델패션쇼 루이비통, 비비안웨스트우드, DKNY, KUHO, CK 캘빈 클라인, 김혜순
- 패션쇼 k컬렉션, 시마이 뷸뷸, 그린조이, 크리스 한
- 패션쇼 루이비통, 비비안웨스트우드, DKNY, KUHO, CK 캘빈 클라인, 김혜순

### 2016년

#### 뉴욕(New York)
- 알렉산더왕 (Alexander Wang)
- 알투자라 (Altuzarra)
- 보스 (Boss)
- 코치 (Coach)
- 크리에이쳐스 오브 더 윈드 (Creatures of the Wind)
- 에던 (Edun)
- 제이슨 우 (Jason Wu)
- 제레미 스캇 (Jeremy Scott)
- 마크 제이콥스 (Marc Jacobs)
- 나르시소 로드리게즈 (Narciso Rodriguez)
- 오프닝 세레모니 (Opening Ceremony)
- 프라발 구룽 (Prabal Gurung)
- 프로엔자 슐러 (Proenza schouler)
- 래그&본 (Rag & Bone)
- 타미힐피거 (Tommy Hilfiger)
- 베라왕 (Vera Wang)

#### 런던(London)
- 안토니오 베라르디 (Antonio Berardi)
- 마리 카트란주 (Mary Katrantzou)
- 멀버리 (Mulberry)
- 프린 (Preen)
- 시몬로샤 (Simone Rocha)
- 탑샵 유니크 (Topshop Unique)

#### 밀라노(Milan)
- 보테가 베네타 (Bottega Veneta)
- 디젤 블랙 골드 (Diesel Black Gold)
- 돌체앤가바나 (Dolce & Gabbana)
- 디스퀘어드2 (Dsquared2)
- 에트로 (Etro)
- Frendi
- 구찌 (Gucci)
- 마르니 (Marni)
- 미쏘니 (Missoni)
- Nº21
- 프라다 (Prada)
- 페라가모 (Salvatore Ferragamo)
- 스포트막스 (Sportmax)
- 베르사체 (Versace)

#### 파리(Paris)
- 안소니 바카렐로 (Anthony Vaccarello)
- 디올 (Dior)
- 드리스반노튼 (Dries Van Noten)
- 엠마뉴엘 웅가로 (Emanuel Ungaro)
- 하이더아커만 (Haider Ackermann)
- 랑방 (Lanvin)
- 로에베 (Loewe)
- 메종 마르지엘라 (Maison Margiela)
- 파코 라반 (Paco Rabanne)
- 겐조 (Kenzo)
- 샤넬 (Chanel)
- 루이비통 (Louis Vuitton)
- 사카이 (Sacai)

## 수상
- 2012년 《도전! 수퍼모델 코리아3》 우승